# 8e brigade d'infanterie royale bavaroise

La 8e brigade d'infanterie royale bavaroise (Königlich Bayerische 8. Infanterie-Brigade) était une formation de l'Armée bavaroise, partie de l'Armée impériale allemande. L'état-major de la brigade se trouvait à Metz, en Alsace-Lorraine sous domination allemande.

## Formation

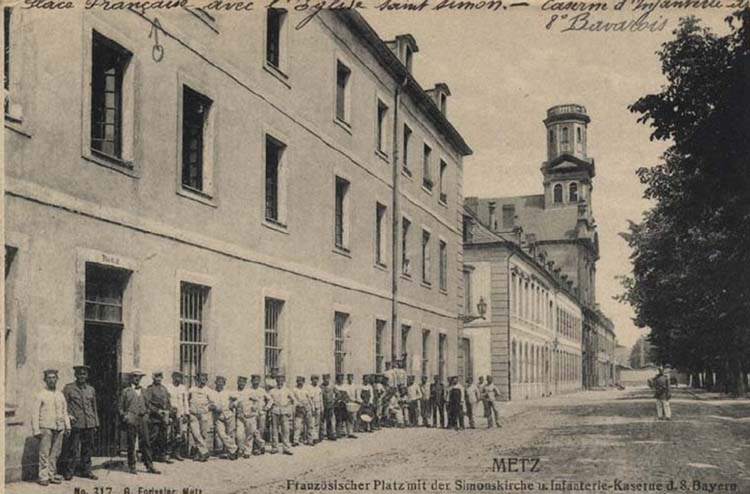
Infanterie Kaserne d. 8. Bayern (Metz, c.1910)

En 1914, la brigade faisait partie de la 4e division bavaroise (4. Königlich Bayerische Division). Elle se composait de:
- 4e régiment d'infanterie royal bavarois (de), stationné à Metz
- 8e régiment d'infanterie royal bavarois (de), stationné à Metz.

## Commandants
Listes des commandants de 1869 à 1918
| Prénom, Nom                                                               | Période                             |
| ------------------------------------------------------------------------- | ----------------------------------- |
| Joseph Maximilian von Maillinger (de) ( 4 octobre 1820; † 6 octobre 1901) | 3 juin 1869 - 10 novembre 1870      |
| Maximilian von Leublfing ( 2 novembre 1819; † 25 novembre 1893)           | 1870 - 1872                         |
| Gustav von Mühlbauer (de) ( 5 août 1816 † 29 mars 1889)                   | 1872- 1873                          |
| Wilhelm Kohlermann ( 12 avril 1813; † 26 novembre 1875)                   | 1873 - 1874                         |
| Adolf von Heinleth ( 24 octobre 1823 † 29 mars 1889)                      | 1874- 1875                          |
| Franz Gemmingen von Massenbach ( 22 octobre 1826; † 13 avril 1882)        | 1875 - 1876                         |
| Friedrich von Muck (de)                                                   | 1876- 1877                          |
| Maximilian von Gumppenberg-Pöttmes-Oberbrennberg                          | 1877 - 1883                         |
| Theodor Eppler                                                            | 1883 - 1888                         |
| Franz von Berg (de)                                                       | 1888 - 1889                         |
| Gustav von Waagen (de)                                                    | 1889 - 1892                         |
| Joseph Holl                                                               | 1892- 1896                          |
| Friedrich Wolff                                                           | 1896 - 1898                         |
| Wilhelm Kranz                                                             | 1898 - 1900                         |
| Otto Walther von Walderstötten                                            | 1900                                |
| Karl Leichtenstern                                                        | 1900 - 1902                         |
| Maximilian von Mauchenheim gen Bechtolsheim                               | 1902 - 1904                         |
| Friedrich Grüber                                                          | 1904 - 1906                         |
| Otto Wening                                                               | 1906 - 1909                         |
| Bernhard Kießling                                                         | 1909 - 1911                         |
| Theodor Scheler                                                           | 1911 - 1913                         |
| Paul von Kneußl (de) ( 27 juin 1862; † 16 février 1928)                   | 23 janvier 1913 - 27 mars 1913      |
| Karl von Riedl (de) ( 9 juin 1862; † 20 novembre 1919)                    | 27 mars 1913 - 1er août 1916        |
| Karl von Reck                                                             | 1er août 1916 - 30 septembre 1917   |
| Jakob Schulz                                                              | 30 septembre 1917 - 21 janvier 1918 |
| Oberst Hans Jordan                                                        | 21 janvier 1918 - 16 décembre 1918  |

## Première Guerre mondiale
La brigade, commandée le major-général Karl Riedl, est stationnée au début de la Première Guerre mondiale dans la place forte de Metz. Mais dès le début du mois d'août 1914, elle est rattachée à la 5e armée et remplacée dans sa garnison par la 5e brigade d'infanterie de réserve bavaroise (5. bayerische Reserve-Infanterie-Brigade). Elle prend part à la bataille des Frontières.